# Ministre d'État (Monaco)
Pour les articles homonymes, voir ministre d'État.
Le ministre d'État (monégasque : Ministru de Statu) est le chef de gouvernement de la principauté de Monaco, nommé par le prince de Monaco. Durant son mandat, il est responsable de l'action gouvernementale et des affaires étrangères, en accord avec le prince. En tant que représentant du prince, le ministre d'État préside avec droit de vote le conseil de gouvernement, dirige les services publics et commande la police.
L'actuel titulaire de la fonction est Christophe Mirmand depuis le 21 juillet 2025.

## Histoire
Sous Honoré III, le chevalier de Grimaldi est gouverneur général de 1732 à 1784 puis, sous Honoré V, un poste de lieutenant général existe.
Le poste de ministre d'État est créé lors de l'adoption de la Constitution de 1911. Jusqu'au 1er décembre 2005, il devait être obligatoirement citoyen français, choisi parmi plusieurs hauts fonctionnaires proposés par le gouvernement français. Le 24 octobre 2002, Monaco et la France signent un traité d'amitié et de coopération entré en vigueur le 1er décembre 2005, disposant que le ministre d'État peut désormais être aussi bien français que monégasque. Il n'est cependant choisi et nommé par le prince souverain qu'après consultation auprès du gouvernement français,.

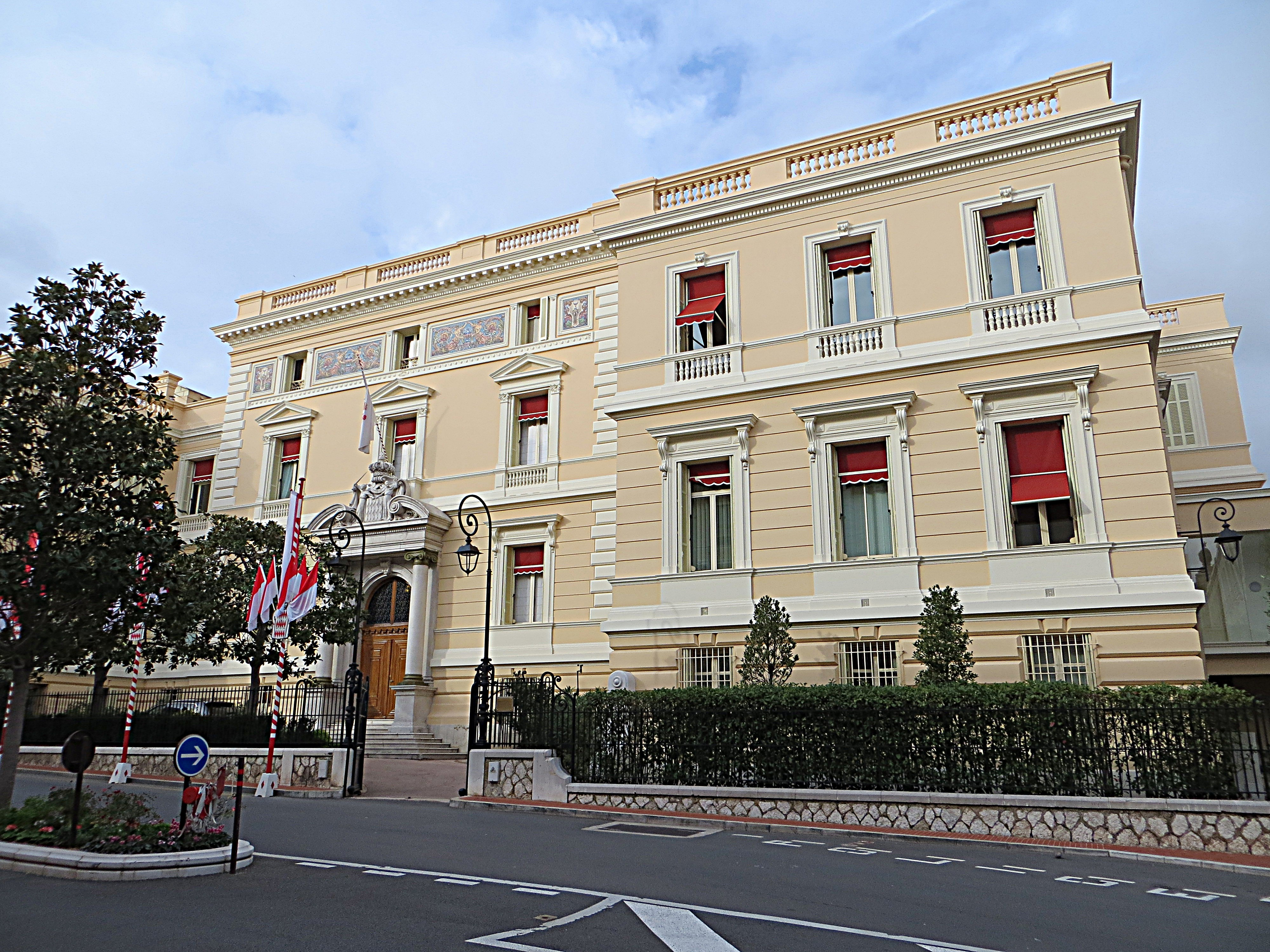
Hôtel du Gouvernement.
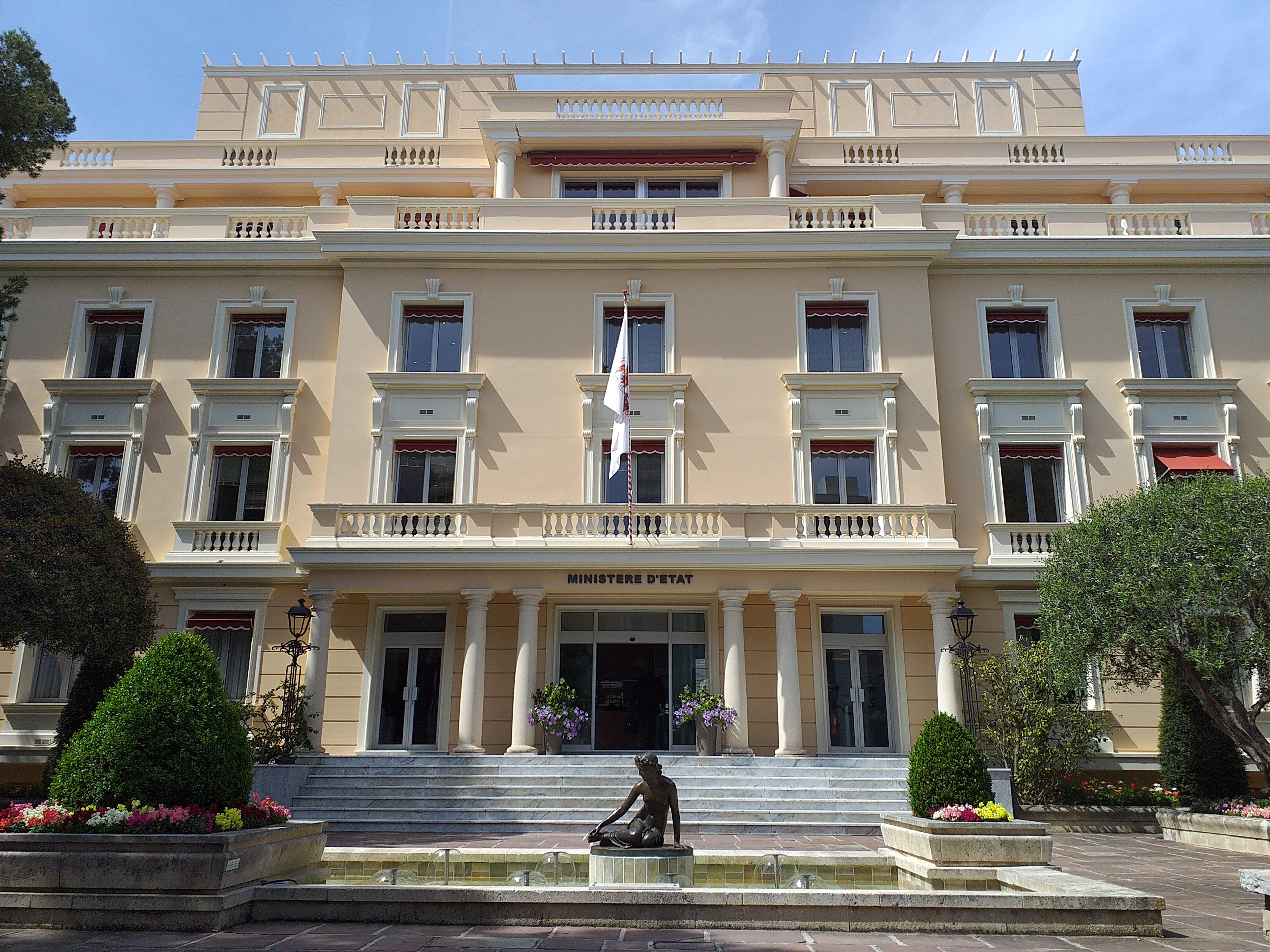
Entrée du ministère d'État.

## Compétences
Selon la Constitution monégasque de 1962 :

« Le gouvernement est exercé, sous la haute autorité du prince, par un ministre d'État, assisté d'un Conseil de gouvernement.
Le ministre d'État représente le prince. Il exerce la direction des services exécutifs. Il dispose de la force publique. Il préside, avec voix prépondérante, le Conseil de gouvernement. »

Le ministre d'État présente au prince les projets de loi et d'ordonnance délibérés par le Conseil de gouvernement et transmet au Conseil national les projets de loi signés par le prince. Il signe les arrêtés ministériels.
Contrairement à un régime parlementaire, le ministre d'État n'est pas responsable devant le Conseil national, mais seulement devant le Prince.

## Liste des titulaires
| No | Portrait                 | Titulaire                                   | Mandat            | Mandat            | Mandat                     | Prince                     |
| No | Portrait                 | Titulaire                                   | Début             | Fin               | Durée                      | Prince                     |
| -- | ------------------------ | ------------------------------------------- | ----------------- | ----------------- | -------------------------- | -------------------------- |
| 1  | Émile Flach              | Émile Flach (1853-1926)                     | 5 février 1911    | 31 décembre 1917  | 6 ans, 10 mois et 26 jours | Albert Ier (r. 1889-1922)  |
| —  | Georges Jaloustre        | Georges Jaloustre (1875-1951) intérim       | 1er janvier 1918  | 22 février 1919   | 1 an, 1 mois et 21 jours   | Albert Ier (r. 1889-1922)  |
| 2  | Raymond Le Bourdon       | Raymond Le Bourdon (1861-1937)              | 22 février 1919   | 1er octobre 1923  | 4 ans, 7 mois et 9 jours   | Albert Ier (r. 1889-1922)  |
| 3  | Maurice Piette           | Maurice Piette (1871-1953)                  | 1er octobre 1923  | 15 janvier 1932   | 8 ans, 3 mois et 14 jours  | Louis II (r. 1922-1949)    |
| —  | Henry Mauran             | Henry Mauran (1899-1983) intérim            | 15 janvier 1932   | 14 juin 1932      | 4 mois et 30 jours         | Louis II (r. 1922-1949)    |
| 4  | Maurice Bouilloux-Lafont | Maurice Bouilloux-Lafont (1875-1937)        | 14 juin 1932      | 31 mai 1937       | 4 ans, 11 mois et 17 jours | Louis II (r. 1922-1949)    |
| —  | Henry Mauran             | Henry Mauran (1899-1983) intérim            | 31 mai 1937       | 1er août 1937     | 2 mois et 1 jour           | Louis II (r. 1922-1949)    |
| 5  | Émile Roblot             | Émile Roblot (1886-1963)                    | 1er août 1937     | 29 septembre 1944 | 7 ans, 1 mois et 28 jours  | Louis II (r. 1922-1949)    |
| —  | Pierre Blanchy           | Pierre Blanchy (1897-1981) intérim          | 29 septembre 1944 | 13 octobre 1944   | 14 jours                   | Louis II (r. 1922-1949)    |
| 6  | Pierre de Witasse        | Pierre de Witasse (1878-1956)               | 13 octobre 1944   | 31 décembre 1948  | 4 ans, 2 mois et 18 jours  | Louis II (r. 1922-1949)    |
| —  | Pierre Blanchy           | Pierre Blanchy (1897-1981) intérim          | 4 janvier 1949    | 12 juillet 1949   | 6 mois et 8 jours          | Louis II (r. 1922-1949)    |
| 7  | Jacques Rueff            | Jacques Rueff (1896-1978)                   | 12 juillet 1949   | 1er août 1950     | 1 an et 20 jours           | Rainier III (r. 1949-2005) |
| 8  | Pierre Voizard           | Pierre Voizard (1896-1982)                  | 1er août 1950     | 2 septembre 1953  | 3 ans, 1 mois et 1 jour    | Rainier III (r. 1949-2005) |
| 9  | Henry Soum               | Henry Soum (1899-1983)                      | 15 novembre 1953  | 12 février 1959   | 5 ans, 2 mois et 28 jours  | Rainier III (r. 1949-2005) |
| 10 | Émile Pelletier          | Émile Pelletier (1898-1975)                 | 12 février 1959   | 23 janvier 1962   | 2 ans, 11 mois et 11 jours | Rainier III (r. 1949-2005) |
| —  | Pierre Blanchy           | Pierre Blanchy (1897-1981) intérim          | 23 janvier 1962   | 16 août 1963      | 1 an, 6 mois et 24 jours   | Rainier III (r. 1949-2005) |
| 11 | Jean-Émile Reymond       | Jean-Émile Reymond (1912-1992)              | 16 août 1963      | 28 décembre 1966  | 3 ans, 4 mois et 12 jours  | Rainier III (r. 1949-2005) |
| 12 | Paul Demange             | Paul Demange (1906-1970)                    | 28 décembre 1966  | 1er avril 1969    | 2 ans, 3 mois et 4 jours   | Rainier III (r. 1949-2005) |
| 13 | François-Didier Gregh    | François-Didier Gregh (1906-1992)           | 1er avril 1969    | 24 mai 1972       | 3 ans, 1 mois et 23 jours  | Rainier III (r. 1949-2005) |
| 14 | André Saint-Mleux        | André Saint-Mleux (1920-2012)               | 24 mai 1972       | 8 juillet 1981    | 9 ans, 1 mois et 14 jours  | Rainier III (r. 1949-2005) |
| 15 | Jean Herly               | Jean Herly (1920-1998)                      | 8 juillet 1981    | 16 septembre 1985 | 4 ans, 2 mois et 8 jours   | Rainier III (r. 1949-2005) |
| 16 | Jean Ausseil             | Jean Ausseil (1925-2001)                    | 16 septembre 1985 | 16 février 1991   | 5 ans et 5 mois            | Rainier III (r. 1949-2005) |
| 17 | Jacques Dupont           | Jacques Dupont (1929-2002)                  | 16 février 1991   | 2 décembre 1994   | 3 ans, 9 mois et 16 jours  | Rainier III (r. 1949-2005) |
| 18 | Paul Dijoud              | Paul Dijoud (né en 1938)                    | 2 décembre 1994   | 3 février 1997    | 2 ans, 2 mois et 1 jour    | Rainier III (r. 1949-2005) |
| 19 | Michel Lévêque           | Michel Lévêque (né en 1933)                 | 3 février 1997    | 5 janvier 2000    | 2 ans, 11 mois et 2 jours  | Rainier III (r. 1949-2005) |
| 20 | Patrick Leclercq         | Patrick Leclercq (né en 1938)               | 5 janvier 2000    | 1er juin 2005     | 5 ans, 4 mois et 27 jours  | Rainier III (r. 1949-2005) |
| 21 | Jean-Paul Proust         | Jean-Paul Proust (1940-2010)                | 1er juin 2005     | 8 avril 2010      | 4 ans, 10 mois et 7 jours  | Albert II (depuis 2005)    |
| 22 | Michel Roger             | Michel Roger (né en 1949)                   | 29 mars 2010      | 16 décembre 2015  | 5 ans, 8 mois et 17 jours  | Albert II (depuis 2005)    |
| —  | Gilles Tonelli           | Gilles Tonelli (né en 1967) intérim         | 16 décembre 2015  | 1er février 2016  | 1 mois et 16 jours         | Albert II (depuis 2005)    |
| 23 | Serge Telle              | Serge Telle (né en 1955)                    | 1er février 2016  | 31 août 2020      | 4 ans, 6 mois et 30 jours  | Albert II (depuis 2005)    |
| 24 | Pierre Dartout           | Pierre Dartout (né en 1954)                 | 31 août 2020      | 2 septembre 2024  | 4 ans et 2 jours           | Albert II (depuis 2005)    |
| 25 | Didier Guillaume         | Didier Guillaume (1959-2025)                | 2 septembre 2024  | 17 janvier 2025   | 4 mois et 15 jours         | Albert II (depuis 2005)    |
| —  | Isabelle Berro-Amadeï    | Isabelle Berro-Amadeï (née en 1965) intérim | 17 janvier 2025   | 21 juillet 2025   | 6 mois et 11 jours         | Albert II (depuis 2005)    |
| 26 | Christophe Mirmand       | Christophe Mirmand (né en 1961)             | 21 juillet 2025   | en cours          | 17 jours                   | Albert II (depuis 2005)    |